# Setapius niyazicus
Setapius niyazicus är en insektsart som först beskrevs av Dlabola 1985.  Setapius niyazicus ingår i släktet Setapius och familjen kilstritar.
Artens utbredningsområde är Turkiet. Inga underarter finns listade i Catalogue of Life.